# Erciyes Dağı

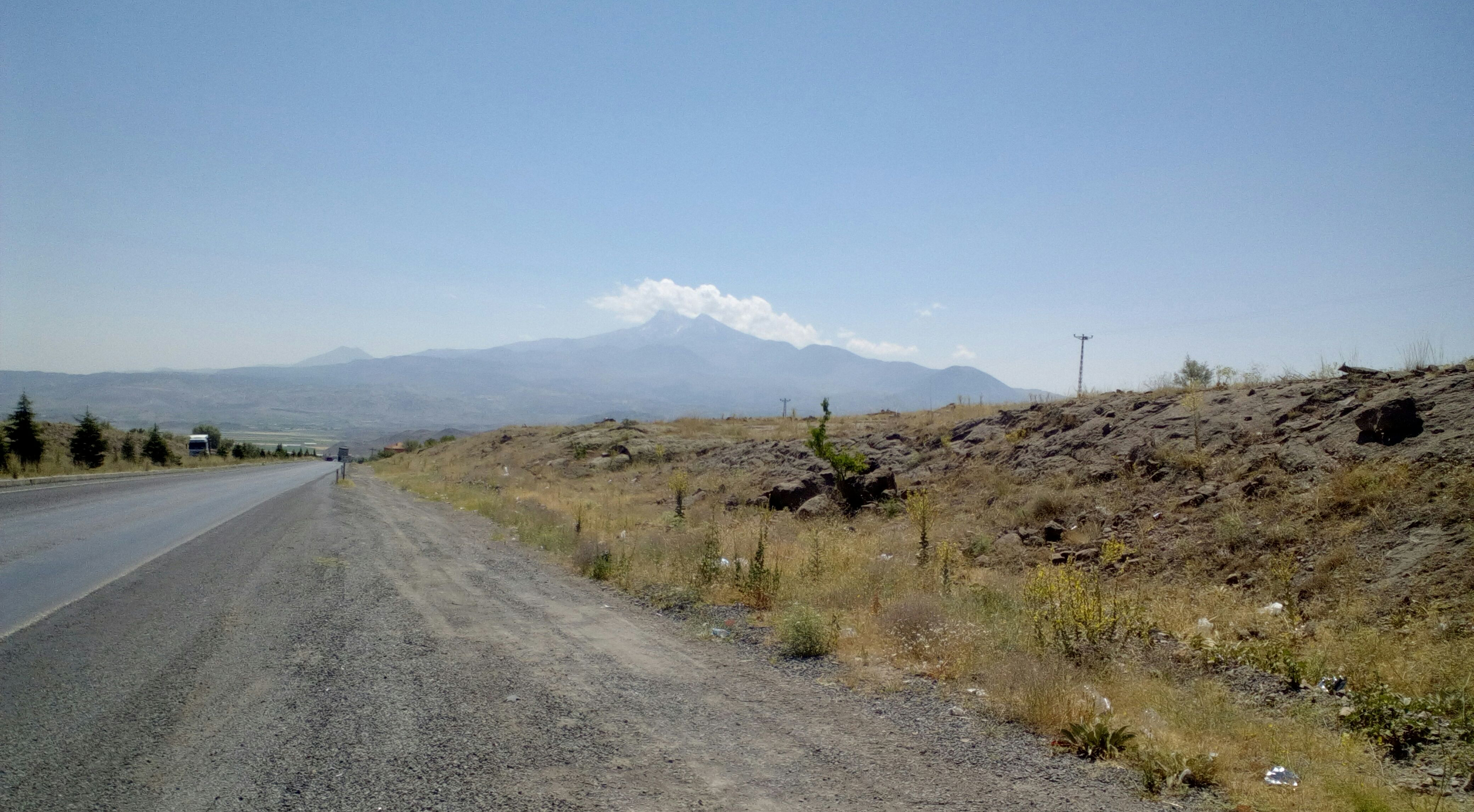
Az Erciyes látképe az Ürgüp és Kayseri közti D300-as főútról

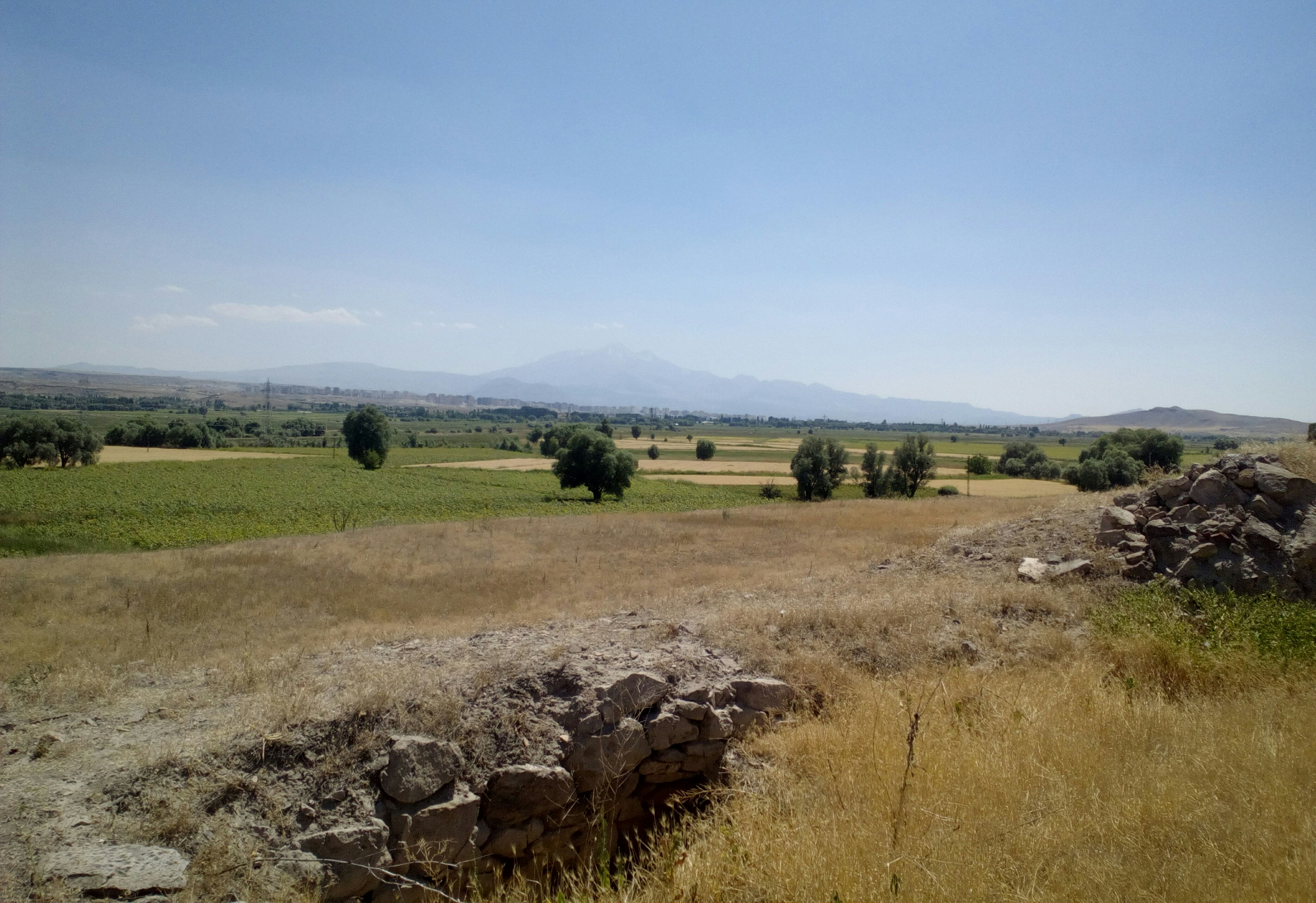
Az Erciyes Kültepéből nézve

Az Erciyes Dağı (Erciyes-hegy, ejtsd erdzsijesz dái) Törökország Kayseri tartományában, Kayseri város mellett található rétegvulkán, szintén közel a kora ókori Kanis és Nesza településekhez (mai Kültepe). A nevét vagy az i. e. 7. századi I. Argaiosz makedón királyra (Ἀργαῖος) vezetik vissza, ennek latinos Argaeus alakjából hangtanilag is levezethető, vagy az akdag (fehér hegy) szóra. Luvi feliratokban fennmaradt egy Ḫarkašoš névalak, amit szintén fehér hegyként fordítanak. Az utóbbira a hóhatár feletti magassága, és feltűnő gleccserei adnak magyarázatot. A török név eredetileg Erciyas volt, amelyet a 20. század közepén a hangrendi illeszkedés szabályai szerint megváltoztattak, ez utal arra, hogy nem a török nyelvben kell keresni az eredetet, mert a vegyes hangrend a török nyelvben általában jövevényszavakban fordul elő. A Hold felszínén található Argaeus-hegy eredetileg Erciyes volt, török csillagászok nevezték el.
A hegy a közép-anatóliai mikrolemezen fekszik, andezites és dácitos lávaömlésekből épül fel, valamikor a múltban keleti irányban összeomlott a nagy része. Földtörténetileg nem öreg képződmény, a miocénben kezdett kialakulni. A korai kalderát a pleisztocénben lávadómok töltötték ki, amelyek a dácitos magmára jellemzők, majd a holocén elején, azaz alig 100 ezer évvel ezelőtt erőteljes oldalirányú kitörések kezdődtek, amelyek hamuja egészen Palesztináig kimutatható. A vulkán még nem inaktív, de utolsó kitörése i. e. 253-ban valószínűsíthető. Az Anatóliai-fennsík legmagasabb hegye, Sztrabón szerint olyan magas, hogy a Földközi-tenger és a Fekete-tenger partjáról is látszik, bár ez nyilván egy túlzó pletyka átvétele, hiszen a Föld görbülete miatt ez lehetetlen.
Az Erciyes az Anatóliai-lemez nyíródási zónáinak egyikén, egy régi törésvonal újra felszakadásával, lokális tértágulás révén jött létre. A lemez az Afrika-lemez és az Eurázsiai-lemez közé szorulva minden irányból nyomást kap, melynek során nyírási zónák alakulnak ki. A lemez töredezése aktiválja a régi elgyengült szerkezeteket, mely törésvonalakon keresztül talál utat a magma. Így az Erciyesnek nincs közvetlen kapcsolata a lemezhatárokkal.